# آنی سلدن
آنی سلدن (انگلیسی: Annie Selden؛ زادهٔ) ریاضی‌دان اهل ایالات متحده آمریکا است.

## تحصیلات
او از دانش‌آموختگان دانشگاه ییل است.